# G型主序星

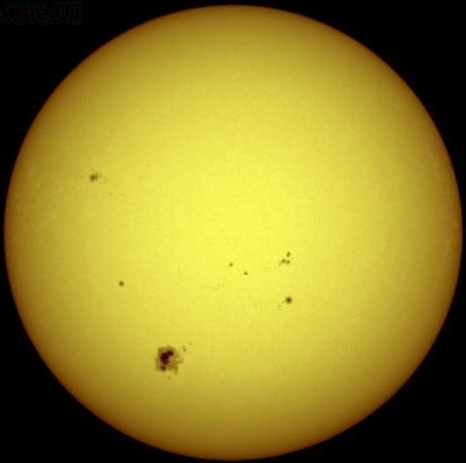
太陽是黃矮星的標準範例。

黃矮星，在天文學上的正式名稱為GV恆星，是光譜型態為G，發光度為V的主序星。這一類恆星的質量大約在0.8至1.2太陽質量，表面的有效溫度在5,300至6,000K。與其他的主序星一樣，GV恆星在核心進行將氫融合成氦的核融合反應。對於地球來說太陽是最著名的，也是最易見到的GV恆星，每秒鐘將大約6億噸的氫轉換成氦，將400萬噸的質量轉換成能量。其他的GV恆星，還有南門二（半人馬座α星A）、鯨魚座τ和飛馬座51。
黃矮星其實是一個錯誤的名稱，因為光譜類型為G的恆星實際顏色是從白色到黃色的，像太陽在早期的顏色是白色，只有到晚期才會成為黃色。參考光譜分類的顏色與光譜圖，太陽實際上是白黄色的（当前太阳为G2V型主序星，如果不做颜色修饰，在太空中看起来太阳的颜色当为色号#fff5f2），而在地平線附近的太陽呈現紅色，則是大氣層的瑞利散射造成的。
一顆GV恆星燃燒氫的生命期大約是100億年到120億年左右，當他耗盡了核心的氫燃料之後，這一類恆星便會膨脹許多倍，發展成一顆紅巨星，像是畢宿五（金牛座α）。最後，這顆紅巨星會拋掉它外層的氣體，成為行星狀星雲，而這時裸露出來的核心便是一顆體積小、密度高的白矮星，在往後的歲月中只會持續的降溫與壓縮。

## 外部連結
- Star Types （页面存档备份，存于） at Enchanted Learning.